# Drăgănești-Olt
Drăgănești-Olt è una città della Romania di 12 410 abitanti, ubicata nel distretto di Olt, nella regione storica della Muntenia.
Fa parte dell'area amministrativa anche la località di Comani.
Nella zona sono stati trovati reperti che testimoniano la presenza di un insediamento umano risalente al Neolitico, mentre altre vestigia testimoniano la presenza di una colonia Romano. Alcuni di questi reperti sono raccolti nel locale piccolo Museo archeologico.
Il primo documento che cita la città risale invece al 1526.
La città è un importante centro vinicolo, con una produzione conosciuta in tutta la Romania.
Il principale monumento è la chiesa ortodossa, risalente al 1775.